# Майорська волость
Майорська волость — історична адміністративно-територіальна одиниця Маріупольського повіту Катеринославської губернії із центром у селі Майорське.
Станом на 1886 рік складалася з 3 поселень, 3 сільських громад. Населення — 2050 осіб (1067 чоловічої статі та 983 — жіночої), 133 дворових господарства.
|                     | Площа, десятин | У тому числі орної, десятин |
| ------------------- | -------------- | --------------------------- |
| Сільських громад    | 706            | 245                         |
| Приватної власності | 12544          | 3150                        |
| Казенної власності  | —              | —                           |
| Іншої власності     | —              | —                           |
| Загалом             | 13304          | 3395                        |

Поселення волості:
- Майорське — колишнє власницьке село при річці Мокрі Яли за 95 верст від повітового міста, 1371 особа, 83 двори, православна церква, школа, лавка, 2 винних погріби, солодовня, винокурний завод, паровий млин, 2 ярмарки на рік.

За даними на 1908 рік у волості налічувалось 3 поселення, загальне населення — 1480 осіб (731 чоловічої статі та 729 — жіночої), 258 дворових господарств.